# И-185
И-185 — опытный советский одномоторный поршневой истребитель-моноплан 40-х годов, созданный в ОКБ Поликарпова. 

## История
Самолёт был задуман в 1939 году (проект 62 по нумерации типов самолётов, производившихся заводом № 1. И-200 имел номер 61, И-210 — 65). Поликарпов ставил задачу с «дальним прицелом». По его мнению, истребитель должен был обладать высокими скоростью и скороподъёмностью во всём диапазоне высот, мощным вооружением, высокими характеристики вертикального и горизонтального манёвра, устойчивости и управляемости, производственной и эксплуатационной технологичностью.
Задача была решена за счёт повышенной удельной нагрузки на крыло (по сравнению с другими отечественными истребителями), ставки на мощные перспективные двигатели воздушного охлаждения(такие как М-90, М-71 и т. д.), приводившей к большей энерговооружённости самолёта по сравнению с другими отечественными истребителями, хороших аэродинамических форм, использованием металлического крыла с хорошо выдержанными параметрами профиля.
Стрелковое вооружение первых вариантов И-185 состояло из двух синхронных пулемётов БС калибра 12,7 мм и двух синхронных ШКАС калибра 7,62 мм, а последних — из трёх синхронных пушек ШВАК калибра 20 мм. Масса секундного залпа трёхпушечного И-185 составляла: И-185 М-82А — 3.49 кг, И-185 М-71 «образцовый для серии» — 3.7 кг. Для сравнения масса секундного залпа Ла-5 составляла 2.56 кг, а Ла-7 — 3.36 кг.
В январе-феврале 1941 года И-185 с мотором М-81, поставленным на самолёт в связи с отсутствием мотора М-90, достигал скорости 600 км/ч только на пикировании. И-185 с мотором М-71 проходил заводские испытания в период с 26 сентября по 2 октября 1941 года, показав максимальную скорость у земли 503 км/ч, с форсажем — 520 км/ч, на высоте 3300 м — 582 км/ч, на высоте 6150 м — 620 км/ч. (более высокие показатели остались расчётными). На совместных испытаниях, проходивших с 10 февраля по 28 марта 1942 года И-185 с мотором М-71 показал максимальную скорость у земли на номинале 521 км/ч, на высоте 500 м на форсаже 556 км/ч, на высоте 3400 м (граница высотности 1-й скорости ПЦН) — 604 км/ч, на высоте 6170 м (граница высотности 2-й скорости ПЦН) — 630 км/ч. И-185 с мотором М-82А на совместных испытаниях с 13 апреля по 5 июля 1942 года показал максимальную скорость у земли на форсаже 549 км/ч, на высоте 6470 м — 615 км/ч. И, наконец, И-185 с мотором М-71, т. н. «образцовый для серии» или «эталон», с улучшенной аэродинамикой, на заводских испытаниях, завершившихся 12 октября 1942 года, достиг максимальной скорости 577 км/ч с форсажем у земли и 667 км/ч на высоте 6100 м.
18 ноября эталон И-185 поступил на госиспытания в НИИ ВВС. Их проводил известный лётчик-испытатель П. М. Стефановский. В полётах участвовал и шеф-пилот ОКБ Яковлева П. Я. Федрови. В ходе испытаний самолёт показал максимальные скорости: у земли — 560 км/ч на номинале, 600 км/ч на форсаже; на высоте 2000 м — 615 км/ч на номинале, 650 км/ч на форсаже; на высоте 3200 м (граница высотности 1-й скорости ПЦН) — 649 км/ч. 15 декабря Стефановский получил на высоте 6100 м (граница высотности 2-й скорости ПЦН) скорость 680 км/ч, хотя вес самолёта в этом полёте был 3735 кг, что больше, чем на заводских испытаниях 3650 кг. Утверждается, что в отдельных проходах скорость достигла 708 км/ч, но устойчиво держать площадку не удавалось из-за, как отмечалось в акте госипытаний, невысотных магнето, низкого качества свечей, плохой работы карбюратора АК-71ВП. Самолёт госиспытания успешно прошёл и был рекомендован к серийному производству. В акте по результатам государственных испытаний истребителя И-185 М-71 «эталон для серии» от 29 января 1943 года, утверждённом главным инженером ВВС РККА генерал-лейтенантом А. К. Репиным, испытывавшийся самолёт назван «лучшим современным истребителем».
В январе 1943 г. документация для постройки серии была передана с завода № 51 (завод Н. Н. Поликарпова) на не занятый в тот момент серией завод № 381, на котором началась подготовка серийного производства. Однако во время дополнительных испытаний на дальность 5 апреля 1943 года произошла авария из-за остановки двигателя (заклинил двигатель, так же как и в первый раз при полёте Стефановского). В результате погиб лётчик В. А. Степанчонок, проводивший испытания. Видимо эта трагедия стала для самолёта роковой. Утверждения, что вариант И-185 с мотором М-82 был неактуален ввиду появления Ла-5, спорны, так как летные характеристики Ла-5 с мотором М-82Ф примерно равнялись характеристикам И-185 с мотором М-82А, имевшим меньшую мощность. Моторы же М-82Ф и М-82ФН на И-185 не устанавливались и не планировались к установке. По официальной версии, вариант И-185 с мотором М-71 (как и штурмовик П. О. Сухого Су-6) не реализовывался серийно из-за отсутствия серийного производства двигателя М-71 и якобы отсутствия завода для выпуска И-185. Однако в то же время незапуск М-71 в серийное производство объясняли его ненужностью ввиду отсутствия самолётов под него. Появившееся в последние годы утверждение, что одной из причин незапуска И-185 в серию явилась большая металлоемкость конструкции машины, архивного подтверждения не находит. Так или иначе, но ни один из вариантов И-185 в серию запущен не был. На заводе № 381 в серию был запущен Ла-5ФН. На отсутствие единства мнений о судьбе И-185 в НКАП указывает серия писем заместителя наркома А.С.Яковлева наркому авиапромышленности А.И. Шахурину. В частности, в первом письме от 23 декабря 1941 г., подписанным также и Н.Н. Поликарповым, предлагалось организовать выпуск И-185 с мотором М-71 на заводе № 51 в Новосибирске малой серией с апреля 1942 г. К августу-сентябрю того же года количественный выпуск мог достичь двух машин в сутки. Резолюция А.И.Шахурина на письме гласила: "т.Дементьеву. Прошу переговорить".
За создание И-185 М-71 «образцовый для серии» Н. Н. Поликарпову была присвоена Сталинская премия 1-й степени за 1943 год.

## Конструкция[1]
И-185 — свободнонесущий моноплан, смешанной конструкции, с низкорасположенным крылом, с полностью убирающимся шасси и закрытой кабиной. Самолёт проектировался с расчетом на относительно высокую нагрузку на крыло, при этом высокая скороподъёмность достигалась за счет низкой нагрузки на мощность, а маневренность за счет применения механизации крыла.
- Фюзеляж — деревянный полумонокок, состоящий из двух симметричных элементов, выклеенных из березового шпона на болванке. Конструкция фюзеляжа и киля составляли единый агрегат. Моторама сварная из стальных труб. Дополнительную жесткость фюзеляжа создавали четыре лонжерона, шпангоуты и стрингеры. Панели обшивки за мотоотсеком дюралевые в верхней части и стальные на бортах за выхлопными патрубками.

Фонарь кабины летчика состоит из цельного козырька обтекаемой формы, открывающейся средней части и неподвижной прозрачной задней части. Средняя часть фонаря кабины имеет механизм сбрасывания.
- Крыло — цельнометаллическое двухлонжеронное, кессонного типа состоит из центроплана и двух отъёмных консолей. Крыло в плане трапециевидное с эллипсоидными законцовками. Центроплан крепится к фюзеляжу неразъемным соединением, а отъемные части крыла в отстыкованом состоянии упаковываются вместе с самолётом в ящик для перевозки ж/д транспортом. Стыки между центропланом и отъёмными частями крыла закрываются металлическими лентами на винтах. Обшивка крыльев формованные листы дюралюминия, которые крепились к каркасу клепкой впотай. На нижних панелях крыла предусмотрены люки для монтажа баков топливной системы.

Механизация крыла — автоматические предкрылки и щитки-закрылки по одной секции под центропланом и под отъёмной частью крыла с каждой стороны. Элероны односекционные, на левом установлен триммер. Каркас элеронов дюралевый состоит из лонжерона и нервюр, обшивка полотняная.
- Хвостовое оперение — однокилевое свободнонесущее, крепится на хвостовой части фюзеляжа. Горизонтальное оперение состоит из стабилизатора и руля высоты, которые в свою очередь состоят из двух независимых консолей. На виде в плане горизонтальное оперение имеет стреловидную переднюю кромку и округлую заднюю кромку, законцовки эллипсовидные. Конструкция стабилизатора цельнометаллическая, состоит из двух лонжеронов, нервюр и работающей обшивки.

Конструкция киля деревянная и является частью фюзеляжа, состоит из двух лонжеронов, нервюр и работающей обшивки. Каркас руля направления и руля высоты дюралевый, состоит из лонжерона и нервюр, обшивка полотняная. На руле высоты и руле направления установлены триммеры.
- Шасси — трехопорное с хвостовым колесом, полностью убирающееся и закрывающееся в убранном положении щитками. Стойки основного шасси одностоечный схемы с «ломающимся» подкосом, Уборка шасси производится по направлению к оси самолёта. Колеса основных опор шасси тормозные. Хвостовая опора шасси рычажного типа, в полете убирается назад.
- Силовая установка — двухрядный звездообразный двигатель воздушного охлаждения, установленный в носовой части фюзеляжа. Испытания самолёт проходил с двумя типами двигателей М-71 и М-82А, а проектировался самолёт под двигатель М-90, который так и не был доведен до серийного выпуска. Бензосистема включала в себя три бака: два в центроплане и один в фюзеляже. Топливные баки мягкие вкладные, протектированные. Маслобак расположен перед кабиной в верхней части носовой части фюзеляжа. Два маслорадиатора размещались в общем туннеле в нижней части фюзеляжа.
- Система управления — включает три независимых канала: тангаж, крен и рыскание. Проводка управления руля высоты и элеронов жесткая — тяги и качалки, руля направления мягкая — тросы и ролики. В канал управления рулем направления включен противовес, снижающий усилия на ручке управления самолётом. Управление рулем направления сблокировано с механизмом поворота хвостового колеса. Управление триммерами смешанное.

Система управления механизацией крыла гидравлическая состоит из крана управления в кабине, гидроцилиндра уборки-выпуска с замками убранного и выпущенного положения и жесткой проводки управления. Предкрылки отклоняются автоматически при достижении самолётом скорости меньше заданной.
- Вооружение — три синхронные пушки калибра 20 мм в носовой части фюзеляжа, скомпонованных вокруг двигателя. Под крылом было размещено четыре бомбодержателя. Кроме того, под крылом предусматривалось и ракетное вооружение для запуска восьми реактивных неуправляемых снарядов калибра 82 мм.

## Лётчики-испытатели
- Е. Г. Уляхин
- П. Е. Логинов
- П. М. Попельнюшенко
- В. А. Степанчонок
- П. М. Стефановский — проводил Государственные испытания
- П. Я. Федрови — проводил Государственные испытания

## Основные модификации
- И-185 М-90 (внутреннее обозначение КБ – И-185 /Р/) — первый вариант с двухрядным 18-цилиндровым двигателем М-90 (1750 л. с.) воздушного охлаждения. Имел короткий фюзеляж и капот с центральным входом (в коке винта) и вентилятором. Однако, к моменту изготовления первого экземпляра И-185, мотор не прошёл стендовые испытания. Поэтому было решено испытывать самолёт с другими моторами.
- И-185 М-81 (внутреннее обозначение КБ – И-185 /РМ/) — модель, построенная в ожидании серийных двигателей М-90 и М-71. Капот заменен на нормальный. Первый вылет 11 января 1941 года на Центральном аэродроме в Москве, летчик Е. Г. Уляхин. На самолёте проводились испытания устойчивости, управляемости и т. д.
- И-185 М-82А (внутреннее обозначение КБ – И-185 /И/) — прототип с серийным двигателем М-82А (1700 л. с.). Имел удлиненный фюзеляж, примененный впоследствии на «эталоне». В эскизном проекте предполагалась установка пяти точек вооружения. Из-за отсутствия необходимых синхронизаторов были уставлены три синхронные пушки ШВАК. Первый полет 21 июля 1941 года. Прошел государственные (в ходе проведения совместных) и войсковые испытания. В июле 1941 г. на основе И-185 /И/  был разработан проект И-185 /ИД/ с деревянными крыльями с металлическими лонжеронами. По сравнению с И-185 /И/ использование цветных металлов сократилось на 55 кг. Вариант интереса не вызвал.
- И-185 М-71 (эталон) — второй вариант с двигателем М-71 (2000 л. с.), представлявшим собой «сдвоенный» М-62. Самолет имел фюзеляж и вооружение по типу И-185/И/. Первый вылет совершил 10 июня 1942 года на аэродроме Толмачево в городе Новосибирске. Прошел государственные и войсковые испытания.
- ДИТ-185 («двухместный истребитель тренировочный») — проект И-185 М-90 с двухместной кабиной и облегчённым вооружением. Предполагался для замены УТИ-4.

## Войсковые испытания
В конце декабря 1942 г. проходил фронтовые испытания на Калининском фронте, испытания проводил 728-й истребительный полк. Летчики: капитан Д. Купин, старший лейтенант Н. Игнатьев, сержанты А.Боровых, А. Томильченко.
Первый боевой вылет И-185 состоялся 9 декабря 1942 г., последний — 12 января 1943 г. Летали в двух парах, причём ведущим обычно являлся офицер (Игнатьев, Купин), а ведомым — сержант (Боровых, Томильченко). Истребители часто выпускали в полёт, когда над советской территорией шёл воздушный бой. На полной скорости проносились И-185 сквозь строй вражеских самолётов, стреляя из пушек, а потом с разворотом уходили на свой аэродром. Два полёта выполнено на прикрытие действовавшего в районе Ржева разведчика Кертисс Р-40 «Киттихок». Один полёт был осуществлен на «свободную охоту» над нашей территорией. По воспоминаниям Н. П. Игнатьева, А. Е. Боровых при этом сбил или повредил один немецкий самолёт.
Купин летал преимущественно на опытном И-185 с М-71 № 6204, Игнатьев — на «образцовом», Боровых и Томильченко — на И-185 с М-82А. В воздушных боях с FW-190 им встретиться не довелось.
Группа И-185 часто меняла дислокацию, то перебазируясь в Старую Торопу, то опять возвращаясь в Старицу. Преследовались цели: во-первых, создать у германского авиационного командования иллюзию наличия на Калининском фронте по крайней мере полка, вооружённого И-185, а во-вторых снизить вероятность поражения истребителей при возможных налетах противника на аэродром базирования.
Всего каждым лётчиком было выполнено по 10-11 боевых вылетов. В лётную книжку по соображениям секретности они записывались преимущественно как тренировочные в зоне аэродрома.
Кроме Купина, Игнатьева, Боровых, Томильченко И-185 облетали в действительно тренировочных полётах командир полка Василяка и Кустов.
Несмотря на исключительно положительные отзывы со стороны лётчиков, самолёт так и не стал серийным.

## Лётно-технические характеристики
Приведённые характеристики соответствуют модификации И-185 с двигателем М71 (эталон, И-186).
Источник данных: Маслов, 2003; Шавров, 1988; Гугля, 1994.

Технические характеристики
- Экипаж: 1 пилот
- Длина: 8,05 м
- Размах крыла: 9,8 м
- Высота:
- Площадь крыла: 15,53 м²
- Профиль крыла: NACA 230
- Масса пустого: 3130 кг
- Нормальная взлётная масса: 3735 кг
- Максимальная взлётная масса: 3825 кг
- Масса топлива во внутренних баках:  
  - нормальная: 360 кг
  - максимальная: 450 кг
- Объём топливных баков: 650 л
- Силовая установка: 1 × радиальный М-71

- Воздушный винт: трёхлопастной АВ-5-119
- Диаметр винта: 3,2 м

Лётные характеристики
- Максимальная скорость:  
  - на высоте: 680 км/ч на 6100 м
  - у земли: 600 км/ч
- Посадочная скорость: 150 км/ч
- Практическая дальность: 835 км
- Практический потолок: 10 000 м
- Скороподъёмность: 20 м/с
- Время набора высоты: 5000 м за 4,7 мин
- Время виража: 22-23 с
- Нагрузка на крыло: 240 кг/м²
- Тяговооружённость: 319,8 Вт/кг (2,3 кг/л. с.) на номинале и 393,8 Вт/кг (1,86 кг/л.с.) на взлетной мощности
- Длина разбега: 300 м
- Длина пробега: 350 м

Вооружение
- Стрелково-пушечное: 3 × 20 мм пушки ШВАК (250 патр. на центральную пушку, 140 - на левую и 170 - на правую)
- Боевая нагрузка: 500 кг
- Неуправляемые ракеты: 8 × РС-82 или
- Бомбы: 2 × 250 кг